# Famille Saltykov
La famille Saltykov (ou Saltykoff, selon l'orthographe ancienne utilisée en France à l'époque ; en russe : Салтыков, au féminin Saltykova, Салтыкова), est une famille de comtes, puis de princes, de la noblesse russe.

## Histoire

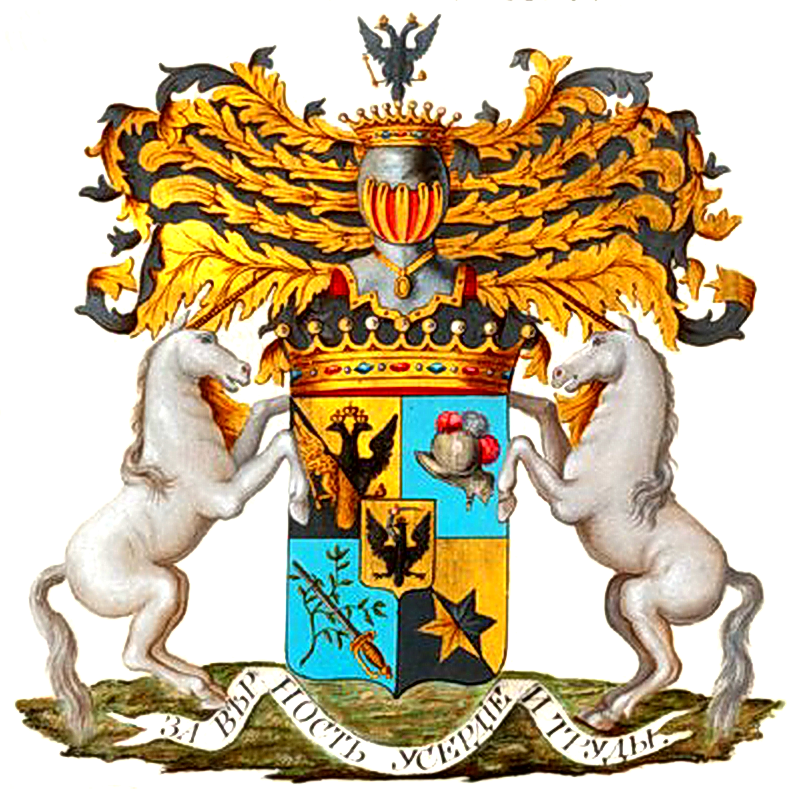
Armoiries de la famille Saltykov.

## Personnalités
- Vassili Saltykov (1675-1751), général et homme politique ;
- Piotr Semionovitch Saltykov (1697-1772), homme d’État et militaire russe ;
- Sergueï Vassilievitch Saltykov (1722-1784), l’un des premiers favoris de Catherine II de Russie, les adversaires de Paul Ier de Russie, le désignèrent comme le père biologique de l’empereur, il remplit les fonctions d’ambassadeur ;
- Comte Ivan Petrovitch Saltykov (1730-1809), héros de la guerre russo-turque de 1768-1774, gouverneur militaire de Moscou à partir de 1797 et époux de la comtesse Daria Petrovna Saltykova, née Tchernycheva ;
- Daria Nikolaïevna Saltykova (1730-1801), née Ivanova, comtesse russe, épouse du comte Gleb Alexeïevitch Saltykov, convaincue de multiples meurtres ;
- Nikolaï Ivanovitch Saltykov (1736-1816), courtisan et homme d’État russe, président du Conseil des ministres grand maître de l'Ordre de Jérusalem ;
  - Sergueï Saltikov son fils époux de Iekaterina Dolgoroukova ;
- Alexei Saltykov (1806-1859), diplomate et voyageur russe, petit-fils du précédent ;
- Alekseï Saltykov (1934-1993), réalisateur et scénariste soviétique ;
- Prascovia Saltykova (1744-1823), épouse du tsar Ivan V de Russie ;
- Ekaterina Petrovna Chouvalova (1743-1817), née Saltykova, dame d'honneur ;
- Mikhaïl Saltykov-Chtchedrine (1826-1889), écrivain russe ;
- Sergueï Nikolaïevitch Saltykov, membre du Conseil d’État ;
- Alexandre Alexandrovitch Saltykov (1865-1940?), membre du Conseil d’État ;
- Ivan Nikolaïevitch Saltykov (1870-1941), membre du Conseil d’État ;
- Nikolaï Nikolaïevitch Saltykov (1872-1961), mathématicien et historien des sciences d’origine russe, exilé en Yougoslavie.